# Marie Versini
Marie Claude Versini, född 10 augusti 1940 i Paris, död 22 november 2021 i Guingamp, Bretagne, var en fransk skådespelerska och författare.

## Roller i urval
- 1958 – I giljotinens skugga
- 1960 – Eddie som cowboy
- 1961 – Paris Blues
- 1963 – Winnetou – Apachernas hövding
- 1964 – Kennwort: Reiher
- 1965 – Halløj i himmelsengen
- 1966 – Brinner Paris?
- 1966 – Fu Manchus djävulska hämnd
- 1973 – Inferno
- 1974 – Arsène Lupin, gentlemannatjuv (TV-serie)